# Dusun Martapura
Dusun Martapura is een bestuurslaag in het regentschap Ogan Komering Ulu van de provincie Zuid-Sumatra, Indonesië. Dusun Martapura telt 3415 inwoners (volkstelling 2010).